# Too Fast for Love
Too Fast for Love é o álbum de estréia da banda de heavy metal norte-americana Mötley Crüe. Foi lançado no dia 10 de Novembro de 1981 por um selo independente da banda, a Leathür Records, e foi produzido por Michael Wagener. Em 20 de Agosto de 1982, já com um contrato assinado com a gravadora Elektra Records, o álbum foi relançado nos EUA e no mundo.
O álbum ficou na posição #77 no Billboard 200 nos EUA e foi imediatamente disco de platina. Em 2017, foi eleito o 22º melhor álbum de metal de todos os tempos pela revista Rolling Stone.

## Encarte
A arte da capa foi um tributo ao álbum Sticky Fingers dos Rolling Stones. Trata-se de um close-up dos quadris do vocalista Vince Neil, retirado da mesma foto utilizada no verso do encarte. O cabelo de Neil precisou ser manualmente pintado nessa mesma foto, pois era claro demais e havia desaparecido no fundo branco.
O logotipo da banda foi criado pelo baixista Nikki Sixx e impresso em preto-e-branco na edição Leathür Records (a versão Elektra apresentava o logotipo maior e em vermelho).
Algumas edições ainda apresentam, centralizada no verso, uma foto dos óculos escuros do então empresário da banda Allan Coffmann (uma adição feita pelo mesmo e aprovada pela banda).

## Faixas da versão original
Todas as músicas foram escritas por Nikki Sixx, exceto as indicadas.
1. "Live Wire" – 3:16
2. "Public Enemy #1" (Sixx, Lizzie Grey) – 4:23
3. "Take Me to the Top" – 3:46
4. "Merry-Go-Round" – 3:27
5. "Piece of Your Action" (Vince Neil, Sixx) – 4:40
6. "Starry Eyes" – 4:30
7. "Stick to Your Guns" – 4:20
8. "Come On and Dance" – 3:11
9. "Too Fast for Love" – 4:11
10. "On With the Show" (Neil, Sixx) – 4:08

## Faixas da versão Elektra
Todas as músicas foram escritas por Nikki Sixx, exceto as indicadas.
1. "Live Wire" – 3:14
2. "Come On and Dance" – 2:47
3. "Public Enemy #1" (Sixx, Lizzie Grey) – 4:21
4. "Merry-Go-Round" – 3:22
5. "Take Me to the Top" – 3:43
6. "Piece of Your Action" (Vince Neil, Sixx) – 4:39
7. "Starry Eyes" – 4:28
8. "Too Fast for Love" – 3:22
9. "On With the Show" (Neil, Sixx) – 4:07

Esse relançamento foi popular durante 17 anos, quando foi relançado em 1999 com faixas bônus.
1. "Toast of the Town" - 3:35
2. "Tonight" [Previously Unreleased] - 4:27
3. "Too Fast for Love" [Alternate Take] - 4:19
4. "Stick to Your Guns" - 4:23
5. "Merry-Go-Round" [Live In San Antonio, TX] - 3:56
6. "Live Wire" [Video] - 3:14

## Créditos
- Vince Neil - vocal
- Mick Mars - guitarra
- Nikki Sixx - baixo
- Tommy Lee - bateria